# 石巻市立門脇中学校
石巻市立門脇中学校（いしのまきしりつ かどのわきちゅうがっこう）は、宮城県石巻市に存在した公立中学校である。略称は門中（かどちゅう）。
石巻市立石巻中学校の西側に隣接して設置されていた。一般の公立中学校2校が隣同士に設置されているのは、日本全国をみてもかなり珍しい。
2011年の東日本大震災後、2015年3月まで、石巻市立門脇小学校が間借りしていた。

## 沿革
- 1947年（昭和22年）
  - 3月 - 学校教育法施行[3]。
  - 4月1日 - 旧制石巻中学校と石巻商業学校の校舎を借用して創立。開校記念日は4月22日。
- 1948年（昭和23年）9月 - 南鰐山校舎（現・石巻中学校）完成。門脇中学校、石巻中学校、湊中学校が移転入居。
- 1949年（昭和24年）1月 - 南鰐山校舎に住吉中学校も移転入居。
- 1950年（昭和25年）4月 - 木造2階建て校舎落成、門脇中学校・石巻中学校が移転入居。
- 1952年（昭和27年）9月 - 門脇中学校が独立校舎に移転。石巻中学校と住吉中学校は現・石巻中学校の校舎へ、湊中学校は分離移転。
- 1954年（昭和29年）
  - 9月 - 校旗制定。図案は高村長男による。
  - 11月 - 校歌制定。阿部秀一作詞・岡本敏明作曲。
- 1976年（昭和51年）2月1日 - 校舎焼失。石巻中学校・石巻小学校・山下小学校で分散授業を実施。
- 1978年（昭和53年）6月12日 - 宮城県沖地震にて被災。
- 1983年（昭和58年）4月 - 学校給食開始、運動部10部室設置。
- 1984年（昭和59年）4月 - 校木「柏」を正門脇に植樹。
- 1989年（平成元年）5月 - 第1回門中・石中定期戦開催。
- 1990年（平成2年）4月 - 青葉中学校が分離開校。
- 2003年（平成15年）5月 - 宮城県北部地震により窓ガラスなどが被害を受ける。
- 2011年（平成23年）
  - 3月11日 - 東日本大震災で被災、校内に避難所を開設。
  - 10月11日 - 避難所閉鎖。
- 2015年（平成27年）5月 - 校舎災害復旧・その他改修工事を開始。
- 2016年（平成28年）1月 - 校舎災害復旧・その他改修工事終了。
- 2020年（令和2年）- 新型コロナウイルス感染症の流行を受けて、一時休校[4]。
- 2021年（令和3年）
  - 2月20日 - 閉校式挙行[1]。
  - 3月31日 - 石巻中学校と統合し閉校[1]。

## 部活動

### 運動部
- 野球部
- 女子バレーボール部
- 男子ソフトテニス部
- 女子ソフトテニス部
- 女子バスケットボール部
- 卓球部
- 剣道部
- 陸上部
- 駅伝部（特設）
- 水泳部（特設）

### 文化部
- 吹奏楽部
- 総合文化部

## 学区
- 南光町2丁目
- 双葉町（5番から10番まで）
- 三河町
- 大街道南1丁目 - 5丁目
- 大街道東1丁目（7番23号 - 28号、8番12号- 20号）
- 大街道東2丁目（1番1号、1番69号 - 76号を除く）
- 大街道東3丁目・4丁目
- 大街道西1丁目（2番39号 - 53号、4番、12番を除く）
- 大街道北2丁目（8番32号、11番1号 - 5号、12番2号 - 8号を除く）
- 大街道北3丁目・4丁目